# Villandi
Villandi est un village de la commune de Vihula du comté de Viru-Ouest en Estonie.
Au 31 décembre 2011, il compte 8 habitants.